# Zingiber stenostachys
Zingiber stenostachys är en enhjärtbladig växtart som beskrevs av Karl Moritz Schumann. Zingiber stenostachys ingår i släktet Zingiber och familjen Zingiberaceae. Inga underarter finns listade i Catalogue of Life.